# Jurelang Zedkaia
Jurelang Zedkaia, né le 13 juillet 1950 à Delap-Uliga-Darrit et mort le 7 octobre 2015 dans la même ville, est un chef traditionnel et homme politique marshallais, président de la république des Îles Marshall de 2009 à 2012.

## Biographie
Président du Parlement des îles Marshall à partir de janvier 2008, il le demeure jusqu'à son élection comme président de l'archipel le 26 octobre 2009 par cette même assemblée. Il prend ses fonctions le 2 novembre suivant, remplaçant Ruben Zackhras qui assurait l'intérim depuis la motion de censure du Parlement contre l'ancien président Litokwa Tomeing. Le 3 janvier 2012, le Parlement élit Christopher Loeak, qui recueille 21 voix, contre 11 à Zedkaia, pour lui succéder.
Il meurt le 7 octobre 2015, terrassé par une attaque cardiaque.